# Anel de Integração do Paraná
O Anel de Integração do Paraná consistiu em uma malha de 2.493 Km de rodovias divididas em seis lotes interligados, que foram administrados pela iniciativa privada e mantidos com a cobrança da tarifa de pedágio que forma um polígono geométrico interligando Curitiba, Ponta Grossa, Guarapuava, Cascavel, Foz do Iguaçu, Campo Mourão, Maringá, Paranavaí, Londrina e Paranaguá no estado do Paraná.

## História
Com o sancionamento da lei nº 9.277, de 10/05/1996, pelo então Presidente da República Fernando Henrique Cardoso, que autorizava a União a delegar estradas federais aos Estados e tendo em vista as péssimas condições do pavimento e de tráfego da malha rodoviária paranaense (tanto federal quanto estadual), a escassez de recursos para sua restauração e duplicação, e a urgente necessidade de se ter rodovias em condições de alavancar o programa de desenvolvimento econômico do Estado, o Governo do Paraná encontrou na concessão a única alternativa para recuperar a infra-estrutura rodoviária do Paraná.
Sendo assim, em 1996 foram realizadas seis audiências públicas em Curitiba e cidades polo do interior e em seguida foram abertos os editais de licitação pública, aos quais aproximadamente 80 empresas se apresentaram: 60 com propostas técnicas e apenas 30 com propostas comerciais.
Então, em novembro de 1997, o Governo e as seis empresas vencedoras da licitação assinaram os contratos de concessão das estradas, pelo período de 24 anos. Nascia assim o Anel de Integração do Paraná. O Paraná passa então a fazer parte do Programa de Concessão de Rodovias do Governo Federal, que dá as diretrizes do processo e participa, através do Ministério dos Transportes e do DNER, da assinatura dos contratos entre governos estaduais e concessionárias.
Em novembro de 2021 com o fim dos contratos as concessões voltaram ao estado do Paraná e ao governo federal, com a abertura das cancelas de pedágio dos seis lotes até a realização de novos editais e leilões de concessão das rodovias

## O anel
Constituído por 2.493,50 quilômetros de rodovias (2.185,20 km de rodovias principais e 308,30 km de rodovias de acesso), o Anel de Integração foi dividido em seis lotes, administrados pelas seguintes concessionárias (entre parêntesis, a cor do lote da respectiva concessionária na imagem ao lado):
- Lote 1: Econorte (cor verde)
- Lote 2: Viapar (azul claro)
- Lote 3: Ecocataratas (rosa)
- Lote 4: Caminhos do Paraná (cinza)
- Lote 5: CCR RodoNorte (amarelo)
- Lote 6: Ecovia (roxo claro)

## Obras de recuperação
Seis meses antes do início da cobrança de pedágio as empresas iniciaram as obras de recuperação das rodovias. Recuperação do pavimento, limpeza das pistas e acostamentos, capina e roçada dos canteiros centrais e faixa de domínio, recuperação dos sistemas de drenagem, reconstrução de bueiros e canaletas e recuperação tanto horizontal (pistas) quanto vertical (placas) de sinalizações. Além da construção das bases de atendimento aos usuários e das praças de pedágio, que quanto ao número, e a localização foram pré-definidas pelo Governo do Estado no edital de licitação.

## Preço do pedágio
Os valores das tarifas foram definidos pelo Governo (Poder Concedente), nos editais de licitação, com base em estudos por eles realizados para cobrir os investimentos com as obras de restauração, duplicação e melhorias, implantação dos serviços, além das despesas administrativas e despesas com a prestação dos serviços aos usuários, 24 horas nas rodovias.

## Trechos por concessionária
Conforme o edital e seus termos aditivos, ao fim do contrato, na zero hora de 27 de novembro de 2021, cada concessionária era responsável pelos seguintes trechos:

#### Rodovias Principais - 2.197,0 quilômetros
Lote 1 - Econorte - 312,7 quilômetros
| Rodovia | Trecho                                                                              | Extensão (Km) |
| PR-323  | Divisa PR/SP (Porto Charles Nauffal) - Entr. PR-445/545 (Warta)                     | 62,0          |
| PR-445  | Entr. BR-369 (Londrina) - Entr. PR-323 (Warta)                                      | 14,0          |
| BR-369  | Entr. BR-153 (Divisa SP/PR) - Entr. PR-862 (entr. de Contorno Norte de Ibiporã) (A) |               |
| BR-369  | Entr. PR-862 (entr. de Contorno Norte de Ibiporã) (B) - Acesso Oeste a Cambé        | 158,1         |
| BR-153  | Ponte Rio Paranapanema - Entr. PR-092                                               | 51,6          |
| PR-090  | Entr. BR-369 - Trevo de acesso ao Município de Assaí                                | 14,3          |
| PR-862  | Contorno Norte de Ibiporã                                                           | 12,65         |

Lote 2 - Viapar - 484,2 quilômetros
| Rodovia | Trecho                                                             | Extensão (Km) |
| BR-158  | Entr. PR-317/465(B) - início do Contorno de Campo Mourão           | 11,2          |
| BR-158  | Início do Contorno de Campo Mourão - Entr. BR-369                  | 17,5          |
| BR-369  | Entr. BR-158 - final do Contorno de Campo Mourão                   | 3,4           |
| BR-369  | Final do Contorno de Campo Mourão - Entr. BR-277/467 (Cascavel)    | 165,5         |
| BR-369  | Acesso Oeste a Cambé - Entr. BR-376(B) (Jandaia do Sul)            | 61,0          |
| PR-444  | Entr. BR-369/PR 218 (Arapongas) - Entr. BR-376/PR 448 (Mandaguari) | 39,1          |
| BR-376  | P/Paranavaí - Entr. BR-369(A)/466(A) (Jandaia do Sul)              | 114,6         |
| PR-317  | Entr. BR-376(B) - Entr. PRT-158(A)/PR-465 (Peabiru)                | 71,9          |

Lote 3 - Ecocataratas - 387,1 quilômetros
| Rodovia | Trecho                                                                     | Extensão (Km) |
| BR-277  | Entr. BR-369/467 (Cascavel) - Fronteira Brasil/Paraguai (Ponte da Amizade) | 145,8         |
| BR-277  | Entr. B-466 (P/ Guarapuava) - Entr. BR-369/467 (Cascavel)                  | 241,3         |

Lote 4 - Caminhos do Paraná - 388,8 quilômetros
| Rodovia | Trecho                                                                     | Extensão (Km) |
| BR-277  | Entr. BR-376(B)/PR 428 (São Luís do Purunã) - Entr. BR-466 (P/ Guarapuava) | 203,5         |
| BR-373  | Entr. BR-376(B) (Caetano) - Entr. BR-277(A)/PR-452 (Relógio)               | 101,5         |
| BR-476  | Fim da pista dupla em Araucária - 500 m após Entr. PR-427                  | 43,0          |
| PR-427  | Entr. BR-277 (Porto Amazonas) - Entr. BR-476 (Lapa)                        | 40,8          |

Lote 5 - Rodonorte - 487,5 quilômetros
| Rodovia | Trecho                                                                             | Extensão (Km) |
| BR-376  | Entr. BR-369(B)/466(B) (Apucarana) - Entr. BR-277(A)/PR 428 (São Luís do Purunã)   | 320,4         |
| BR-376  | Acesso: Entr. BR-376 (Contorno Sul) - Entr. BR-369 (Apucarana - acesso leste)      | 7,0           |
| BR-277  | Final do Trecho Municipal - Entr. BR-376(B)/PR 428 (São Luís do Purunã)            | 46,3          |
| PR-151  | Entr. PR-092(B) (Jaguariaíva) - Entr. BR-373                                       | 106,0         |
| BR-373  | Entr. BR-487(A)/PR-151 (Ponta Grossa) - Entr. BR-376(A) (coincidente com a PR-151) | 7,8           |

Lote 6 - Ecovia - 136,7 quilômetros
| Rodovia | Trecho                                                    | Extensão (Km) |
| PR-407  | Entr. BR-277 - Entr. PR-412 (Praia de Leste)              | 19,0          |
| PR-508  | Entr. BR-277 (Alexandra) - Entr. PR-412 (Matinhos)        | 32,0          |
| BR-277  | Ponte sobre o Rio Emboguaçu - Entr. BR-116/476 (Curitiba) | 84,2          |
| BR-277  | Acesso: Entr. BR-277 - P/ Paranaguá                       | 1,5           |